# دنی ادگار
دنی ادگار (انگلیسی: Danny Edgar; ۳ آوریل ۱۹۱۰ – ۲۳ مارس ۱۹۹۱) بازیکن فوتبال اهل بریتانیا بود.
از باشگاه‌هایی که در آن بازی کرده‌است می‌توان به باشگاه فوتبال ناتینگهام فارست اشاره کرد.